# Riu Narva
El riu Narva, abans també Narwa o Narova és el riu més gran d'Estònia per cabal, desemboca 77 quilòmetres al nord al mar Bàltic. El riu dona nom a la cultura arqueològica (neolítica) Narva, així com a la ciutat de Narva.
Narva és la tercera àrea urbana més poblada d'Estònia i actualment està enfront de la ciutat russa d'Ivàngorod just a l'altra banda del riu.  A la costa el riu passa per part de Narva-Jõesuu. La seua desembocadura s'obre a la badia de Narva del golf de Finlàndia, orientada al WNW. Narva dona la segona descàrrega d'aigua més gran al golf de Finlàndia (el càbal més gran prové del riu Nevà).

## Etimologia
L'etimologia del topònim Narva no és clara. Segons una hipòtesi, està relacionat amb la paraula finnica narva que, per exemple, en Veps significa "cascada" o "rierol".

## Geografia
El riu Narva té el seu naixement a l'extrem nord-est del llac Peipus, prop dels pobles de Vasknarva (Estònia) i Skyamya (Rússia). Hi ha uns quants pobles més petits a la part superior del riu, Permisküla i Kuningaküla al costat estonià i Omuti al costat rus, però fins a la ciutat de Narva les ribes del riu són majoritàriament boscos o pantanosos. El riu està embassat entrant a Narva i Ivàngorod, formant l'embassament de Narva, que s'estén fins a 38 quilòmetres aigües amunt. El Narva desemboca a la badia de Narva prop de la ciutat estònia de Narva-Jõesuu, el tercer assentament més gran del riu després de Narva i Ivàngorod.
El Plyussa és l'afluent més gran, que s'uneix al riu Narva a l'embassament per la dreta. El gran llac Peipus drena notablement el riu rus, molt més llarg, el Velikaya.
Kreenholm és una illa fluvial d'Estònia, situada al riu Narva, dins dels límits de la ciutat de Narva.
Entre la part sud-est de la ciutat de Narva i la resta, enfront de la ciutat russa d'Ivàngorod, el riu flueix sobre el Klint Bàltic, formant les cascades de Narva, de vegades, com ho va ser històricament, les més potents d'Europa. Abans que l'aigua arribe a les cascades, l'illa de Kreenholm divideix en dues branques, per tant, les cascades consten de dues branques. Les cascades de Kreenholm, a l'oest de l'illa, fan 60 metres d'ample i 6,5 metres d'alçada amb múltiples terrasses. Les cascades de Joala, a l'est, fan 110 metres d'amplada i fan el mateix descens. La frontera internacional segueix aquesta última.
Des de la creació de l'embassament de Narva, l'any 1955, les cascades solen estar gairebé seques, però es deixa que l'aigua hi fluïsca durant uns dies cada any.